# Mörkögda augustinatt
Farligt att förtära är en kriminalroman av Maria Lang (pseudonym för Dagmar Lange), utgiven första gången 1956 på bokförlaget Norstedts. Romanen har översatts till danska, norska och finska.

## Handling
På Adèle Renmans årliga kräftskiva flödar brännvinet och det finns kräftor i överflöd. Hela grannskapet är där för att ta del av festligheterna. Men bjudningen slutar med ett plötsligt dödsfall.
Puck och Einar Bure har fått låna tant Otties sommarstuga i Roslagen då Ottie själv ska resa runt i Spanien. Einar ska jobba på veckorna och komma ut på helgerna. Tur för Puck att hon har sällskap av nyfödda dottern Pyret och hjälp av barnflickan Meta. Men de hinner knappt installera sig i stugan förrän de hittar en dödsskalle i trädgården och redan första helgen blir Adèle Renman förgiftad på kräftskivan familjen blivit inbjuden till. Det visar sig bli en långt mer problemfylld utredning för Christer Wijk än någon kunnat ana.